# Slow Dazzle
| Recensione              | Giudizio    |
| ----------------------- | ----------- |
| AllMusic                | [ 2 ]       |
| Robert Christgau        | A-          |
| Sputnikmusic            | 3.7 (Great) |
| Piero Scaruffi          | [ 5 ]       |
| Dizionario del Pop-Rock | [ 6 ]       |
| 24.000 dischi           | [ 7 ]       |

Slow Dazzle è un album discografico solista dell'ex membro dei Velvet Underground John Cale, pubblicato dalla Island Records nel 1975.

## Il disco
Mr. Wilson è un brano dedicato al membro fondatore dei Beach Boys, Brian Wilson. Heartbreak Hotel è una cover della celebre canzone di Elvis Presley. Guts inizia con le parole: «The bugger in the short sleeves fucked my wife» ("Il rotto in culo in maniche corte si è scopato mia moglie"). Tale strofa è un riferimento a Kevin Ayers che era andato a letto con la moglie di Cale prima del concerto immortalato nell'album June 1, 1974, come rivelato da John Cale stesso nella sua autobiografia, scritta insieme a Victor Bockris, What's Welsh for Zen (1998). The Jeweler è un pezzo parlato in stile poema free-form, simile a The Gift dei The Velvet Underground presente sull'album White Light/White Heat. Heartbreak Hotel, qui in una versione insolitamente lenta e lugubre, viene spesso definita una delle migliori cover mai registrate. La traccia numero due sull'album, Taking It All Away, nelle prime copie del disco venne stampata con il titolo storpiato in Talking It All Away stravolgendone così il significato.
La copertina dell'album è una fotografia di Cale ritratto "alla Lou Reed" con giubbotto di pelle nera e occhiali Ray-Ban, opera del fotografo Keith Morris.

## Tracce
- Tutti i brani sono opera di John Cale; eccetto dove indicato.

Lato A
1. Mr. Wilson – 3:15
2. Taking It All Away – 2:56
3. Dirty-Ass Rock 'N' Roll – 4:42
4. Darling I Need You – 3:36
5. Rollaroll – 3:59

Lato B
1. Heartbreak Hotel – 3:09 (Mae Boren Axton, Tommy Durden, Elvis Presley)
2. Ski Patrol – 2:05
3. I'm Not the Loving Kind – 3:07
4. Guts – 3:28
5. The Jeweller – 4:28

### Bonus tracks ristampa 1996
L'album è stato ristampato e rimasterizzato nel 1996 come parte della serie The Island Years, accoppiato con i dischi Fear e Helen of Troy. Sono incluse le seguenti tracce bonus:
1. All I Want Is You – 2:55
2. Bamboo Floor – 3:24

## Formazione
- John Cale - voce, pianoforte, organo Hammond, clavinet
- Chris Spedding - chitarra
- Phil Manzanera - chitarra
- Brian Eno - sintetizzatore
- Chris Thomas - violino, pianoforte, Fender Rhodes
- Pat Donaldson - basso
- Timmy Donald - batteria
- Gerry Conway - batteria
- Geoff Muldaur - cori (brani: Guts e Darling I Need You)

Note aggiuntive
- John Cale - produttore, arrangiamenti
- John Wood - produttore esecutivo (escluso brano: Heartbreak Hotel)
- A. Secunda - produttore esecutivo (solo nel brano: Heartbreak Hotel)
- Registrazioni effettuate al Sound Techniques di Londra (Inghilterra)
- Vic Gamm e John Wood - ingegneri delle registrazioni
- Keith Morris - fotografia
- Michael Wade - design album[10]
- Registrato nel dicembre 1974[11]